# Olympische Sommerspiele 1964/Teilnehmer (Bahamas)
| Gelbes Symbol für Goldmedaillen mit stilisierten Olympischen Ringen | Graues Symbol für Silbermedaillen mit stilisierten Olympischen Ringen | Braundes Symbol für Bronzemedaillen mit stilisierten Olympischen Ringen |
| ------------------------------------------------------------------- | --------------------------------------------------------------------- | ----------------------------------------------------------------------- |
| 1                                                                   | —                                                                     | —                                                                       |

Die Bahamas nahmen an den Olympischen Sommerspielen 1964 in Tokio mit elf männlichen Athleten teil. Es wurde eine Goldmedaille gewonnen. Auf dem Medaillenspiegel bedeutet das den 24. Platz. Die jüngsten Athleten waren 20 und der Älteste 52.

## Medaillengewinne

### Gold
Segeln (Star): Cecil Cooke und Durward Knowles

## Teilnehmerliste
| Name             | Geschlecht | Alter | Sport          |
| ---------------- | ---------- | ----- | -------------- |
| Cecil Cooke      | Männlich   | 41    | Segeln         |
| Durward Knowles  | Männlich   | 46    | Segeln         |
| George Collie    | Männlich   | 23    | Leichtathletik |
| Robert Eardley   | Männlich   | 20    | Segeln         |
| Basil Kelly      | Männlich   | 34    | Segeln         |
| Godfrey Kelly    | Männlich   | 35    | Segeln         |
| Percival Knowles | Männlich   | 33    | Segeln         |
| Roy Ramsay       | Männlich   | 52    | Segeln         |
| Tom Robinson     | Männlich   | 26    | Leichtathletik |
| Hartley Saunders | Männlich   | 20    | Leichtathletik |
| Robert Symonette | Männlich   | 39    | Segeln         |